# Alcock A.1
Lo Alcock A.1 è un caccia britannico della seconda metà degli anni Dieci del XX secolo rimasto allo stadio di prototipo.

## Storia del progetto

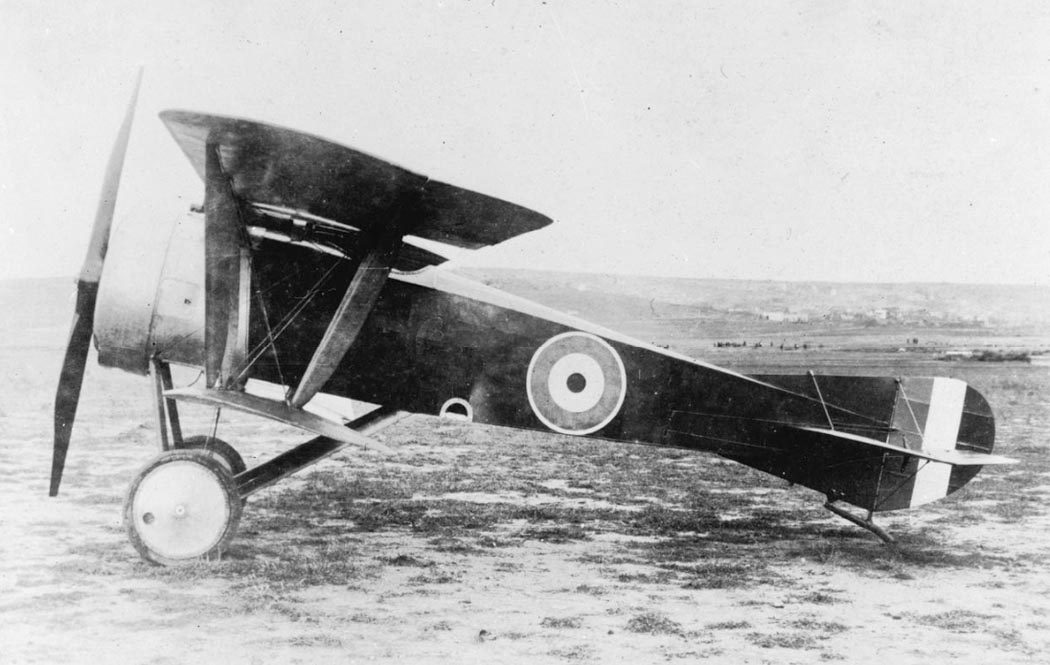
Il caccia Alcock A.1.

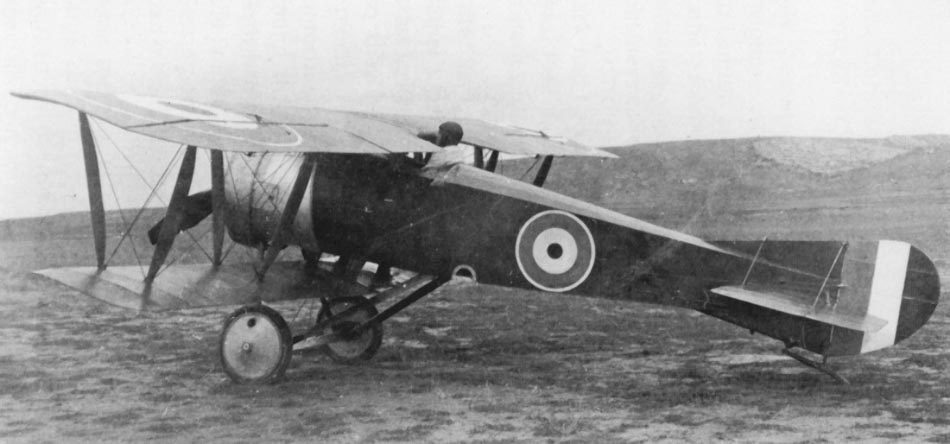
Altra vista del caccia Alcock A.1.

Mentre era di stanza a Moudros, Mare Egeo, con il No.2 Wing del Royal Naval Air Service, il tenente di squadriglia John Alcock decise di realizzare un prototipo di un nuovo aereo da caccia.  Alcock prese la fusoliera anteriore, il carrello di atterraggio e gran parte dell'ala inferiore di un Sopwith Triplane, e le ali superiori di un Sopwith Pup. L'impennaggio (stabilizzatore orizzontale ed elevatori) provenivano dal caccia Sopwith Camel, e si collegavano alla parte posteriore della fusoliera ed alle alette verticali di propria concezione (alette triangolari sulla parte dorsale e sul fondo della fusoliera e sul timone). Furono realizzate nuove parti centrali per le ali superiori e inferiori, ponendo la fusoliera tra di loro. La camera alare aveva due campate e i montanti che collegavano le ali convergevano verso le centine dell'ala inferiore. La maggior parte del lavoro di calcolo sulla struttura dell'aereo fu eseguito dall'ufficiale della marina greca Constantin, che all'epoca si trovava sull'isola di Moudros.
Nella versione originale la cellula era alimentata da un motore rotativo Gnome Monosoupape avente una potenza di 75 kW (100 HP), successivamente sostituito da un rotativo a 9 cilindri raffreddati ad aria Clerget 9Z da 110 CV (84 kW) azionante un'elica bipala. L'aereo era armato con due mitragliatrici sincronizzate Vickers da 7,7 mm. Non sono disponibili dettagli sul peso o sulle prestazioni in volo.
Designato Alcock A.1, fu affettuosamente chiamato 'Sopwith Mouse' da Alcock e dai suoi colleghi progettisti. Alcock non lo pilotò mai personalmente, perché la notte del 30 settembre fu fatto prigioniero dai turchi quando fu abbattuto il bombardiere Handley Page O/100 su cui volava presso la baia di Suvla (l'equipaggio comprendeva anche il tenente S.J. Wise e il tenente H. Aird) ma fu il compagno di squadron FSL Norman Starbuck a portarlo in volo per la prima volta il 15 ottobre 1917. L'aereo fu utilizzato operativamente dal No.2 Wing del RNAS prima a Moudros e poi a Stavros, nei pressi di Salonicco. Andò distrutto in una collisione a terra con un De Havilland DH.4 all'inizio del 1918.

## Utilizzatori
Regno Unito
- Royal Naval Air Service